# كانتربيري يونايتد
كانتربيري يونايتد (بالإنجليزية: Canterbury United FC)‏ هو نادي كرة قدم نيوزيلندي تأسس في 2002 ، يقع مقره الرئيسي في كرايستشرش، ويلعب في دوري نيوزيلندا لكرة القدم.

## وصلات خارجية
- الموقع الرسمي